# Fussballclub Sankt Gallen 1879 2001-2002
Questa voce raccoglie le informazioni riguardanti il Fussballclub Sankt Gallen 1879 nelle competizioni ufficiali della stagione 2001-2002.

## Stagione
Nella stagione 2001-2002 il San Gallo, allenato da Marcel Koller, concluse il campionato di Lega Nazionale A al 4º posto. Il San Gallo concluse il girone di play-off al 6º posto. In Coppa UEFA il San Gallo fu eliminato al secondo turno dal Friburgo. 

## Rosa
| N. |                                | Ruolo | Calciatore          |
| -- | ------------------------------ | ----- | ------------------- |
| 4  | Svizzera (bandiera)            | D     | Stefan Wolf         |
| 8  | Canada (bandiera)              | C     | Daniel Imhof        |
| 10 | Romania (bandiera)             | A     | Ionel Gane          |
| 12 | Serbia e Montenegro (bandiera) | A     | Ivan Stefanović     |
| 15 | Svizzera (bandiera)            | D     | Pascal Jenny        |
| 17 | Svizzera (bandiera)            | C     | Tranquillo Barnetta |
| 18 | Svizzera (bandiera)            | P     | Oliver Stöckli      |
| 20 | Brasile (bandiera)             | C     | Jairo               |
| 23 | Svizzera (bandiera)            | C     | Stephan Oberli      |
| 25 | Ghana (bandiera)               | A     | Alex Tachie-Mensah  |
| 34 | Svizzera (bandiera)            | P     | Flavio Agosti       |
| 3  | Argentina (bandiera)           | D     | Carlos Chaile       |
| 21 | Svizzera (bandiera)            | D     | Ivan Dal Santo      |
| 22 | Spagna (bandiera)              | D     | Oscar Tato          |

| N. |                              | Ruolo | Calciatore         |
| -- | ---------------------------- | ----- | ------------------ |
| 13 | Svizzera (bandiera)          | D     | Marco Walker       |
| 5  | Svizzera (bandiera)          | D     | Patrick Winkler    |
| 14 | Svizzera (bandiera)          | D     | Reto Zanni         |
| 16 | Rep. Ceca (bandiera)         | C     | Jan Berger         |
| 19 | Italia (bandiera)            | C     | Sergio Colacino    |
| 27 | Svizzera (bandiera)          | C     | Francesco Di Jorio |
| 25 | Nigeria (bandiera)           | C     | Henry Ekubo        |
| 2  | Brasile (bandiera)           | C     | Guido Alves        |
| 29 | Sudafrica (bandiera)         | C     | Teboho Mokoena     |
| 6  | Svizzera (bandiera)          | C     | Sascha Müller      |
| 9  | Svizzera (bandiera)          | A     | Rainer Bieli       |
| 11 | Brasile (bandiera)           | A     | Jefferson          |
| 7  | Trinidad e Tobago (bandiera) | A     | Jerren Nixon       |
| 28 | Svizzera (bandiera)          | A     | Daniel Räss        |

## Organigramma societario
Area tecnica
- Allenatore: Gérard Castella
- Allenatore in seconda: Werner Zünd
- Preparatore dei portieri:
- Preparatori atletici:

## Calciomercato

### Sessione estiva
| Acquisti | Acquisti | Acquisti | Acquisti |
| R.       | Nome     | da       | Modalità |
| -------- | -------- | -------- | -------- |

| Cessioni | Cessioni | Cessioni | Cessioni |
| R.       | Nome     | a        | Modalità |
| -------- | -------- | -------- | -------- |

### Sessione invernale
| Acquisti | Acquisti | Acquisti | Acquisti |
| R.       | Nome     | da       | Modalità |
| -------- | -------- | -------- | -------- |

| Cessioni | Cessioni | Cessioni | Cessioni |
| R.       | Nome     | a        | Modalità |
| -------- | -------- | -------- | -------- |

## Risultati

### Lega Nazionale A

#### andata
| Arbitro: | Schluchter |

|                                   |           |  |
| Jefferson 6’ Müller 45’ Jenny 54’ | Marcatori |  |

| Arbitro: | Meier |

|                                   |           |                         |
| Chassot 28’ Kavelashvili 47’, 49’ | Marcatori | 22’ Jefferson 53’ Santo |

| Arbitro: | Wildhaber |

|                                          |           |                                       |
| Jefferson 10’ Jairo 62’ (rig.) Santo 70’ | Marcatori | 6’ Ergić 14’ Yakın 60’ (rig.) Kreuzer |

| Arbitro: | Circhetta |

|                                                     |           |  |
| Arifović 41’ Tachie-Mensah 47’ Zellweger 67’ (aut.) | Marcatori |  |

| Arbitro: | Schoch |

|              |           |              |
| Colacino 62’ | Marcatori | 76’ Schenker |

| Arbitro: | Bertolini |

|                                                      |           |          |
| Tararache 9’ Petrić 27’ Núñez 66’, 71’, 74’ Diop 78’ | Marcatori | 29’ Gane |

| Arbitro: | Schluchter |

|  |           |          |
|  | Marcatori | 7’ Rossi |

| Arbitro: | Rogalla |

|             |           |                         |
| Alcorsé 24’ | Marcatori | 38’, 73’ Gane 63’ Jairo |

| Arbitro: | Busacca |

|  |           |            |
|  | Marcatori | 73’ Poueys |

| Arbitro: | Leuba |

|               |           |                        |
| Comisetti 67’ | Marcatori | 62’ Alves 63’ Di Jorio |

| Arbitro: | Bertolini |

|                                                      |           |           |
| Vardanyan 47’ (aut.) Di Jorio 53’ Jefferson 60’, 69’ | Marcatori | 24’ Tikva |

#### ritorno
| Arbitro: | Schmid |

|                      |           |                      |
| Zellweger 36’ (aut.) | Marcatori | 62’ (rig.) Jefferson |

| Arbitro: | Wildhaber |

|                             |           |                  |
| Alves 7’ Zanni 46’ Gane 90’ | Marcatori | 12’ Kavelashvili |

| Arbitro: | Leuba |

|                           |           |               |
| Yakın 4’ Yakın 90’ (rig.) | Marcatori | 61’, 90’ Gane |

| Arbitro: | Salm |

|                              |           |                                                |
| Gane 8’, 66’ Müller 24’, 78’ | Marcatori | 57’ (rig.) Simo 62’ Tachie-Mensah 84’ Tranchet |

| Arbitro: | Rogalla |

|  |           |                     |
|  | Marcatori | 58’ (aut.) Eggimann |

| San Gallo 27 ottobre 2001, ore 16:45 CEST 17ª giornata | San Gallo | 0 – 0 referto | Grasshoppers | Stadio Espenmoos (11 300 spett.)\| Arbitro: \| Nobs \| |
| Arbitro:                                               | Nobs      |               |              |                                                        |

| Arbitro: | Schoch |

|            |           |             |
| Gaspoz 37’ | Marcatori | 48’ Mokoena |

| Arbitro: | Falb |

|           |           |          |
| Jairo 90’ | Marcatori | 61’ Gian |

| Arbitro: | Rogalla |

|  |           |            |
|  | Marcatori | 76’ Chaile |

| Arbitro: | Salm |

|                       |           |                 |
| Jefferson 8’ Gane 58’ | Marcatori | 29’, 51’ Robert |

| Arbitro: | Busacca |

|                     |           |  |
| Sermeter 90’ (rig.) | Marcatori |  |

### Play-off

#### andata
| Arbitro: | Nobs |

|                   |           |                       |
| Imhof 6’ Gane 22’ | Marcatori | 14’ Eduardo 72’ Núñez |

| Arbitro: | Meier |

|  |           |               |
|  | Marcatori | 65’, 90’ Gane |

| Arbitro: | Busacca |

|                 |           |                          |
| Robert 53’, 70’ | Marcatori | 5’ (aut.) Wolf 79’ Jenny |

| Arbitro: | Schoch |

|                  |           |  |
| Kavelashvili 24’ | Marcatori |  |

| San Gallo 23 marzo 2002, ore 16:45 CET 6ª giornata | San Gallo | 0 – 0 referto | Lugano | Stadio Espenmoos (9 300 spett.)\| Arbitro: \| Nobs \| |
| Arbitro:                                           | Nobs      |               |        |                                                       |

| Arbitro: | Rogalla |

|              |           |  |
| Sermeter 28’ | Marcatori |  |

| Arbitro: | Bertolini |

|              |           |                            |
| Di Jorio 42’ | Marcatori | 54’, 56’ Yakın 70’ Zwyssig |

#### ritorno
| Arbitro: | Leuba |

|                         |           |             |
| Gane 29’, 86’ Jenny 73’ | Marcatori | 52’ Häberli |

| Arbitro: | Schoch |

|           |           |  |
| Rossi 24’ | Marcatori |  |

| Arbitro: | Etter |

|  |           |           |
|  | Marcatori | 75’ Keita |

| Arbitro: | Busacca |

|          |           |                                |
| Imhof 5’ | Marcatori | 47’ Frei 53’ Lonfat 81’ Robert |

| Arbitro: | Meier |

|                  |           |                           |
| Chipperfield 11’ | Marcatori | 6’ Tachie-Mensah 71’ Gane |

| Arbitro: | Nobs |

|                      |           |            |
| Imhof 60’ Walker 88’ | Marcatori | 39’ M'Futi |

| Arbitro: | Bertolini |

|                                     |           |                               |
| Eduardo 18’ Núñez 28’ Chapuisat 68’ | Marcatori | 6’ Walker 49’ Bieli 55’ Imhof |

### Coppa UEFA

#### Turno preliminare
| Arbitro: | Verbist |

|  |           |                    |
|  | Marcatori | 4’ Alves 89’ Santo |

| Arbitro: | Poulsen |

|               |           |                                           |
| Gane 57’, 61’ | Marcatori | 65’ Talevski 72’ Deliovski 74’ Elmazovski |

#### Fase a eliminazione diretta
| Arbitro: | Orrason |

|                           |           |           |
| Jefferson 33’ Mokoena 53’ | Marcatori | 37’ Neaga |

| Arbitro: | Trivković |

|              |           |           |
| Răducanu 10’ | Marcatori | 58’ Alves |

| Arbitro: | Hriňák |

|  |           |             |
|  | Marcatori | 90’ Mokoena |

| Arbitro: | Beneš |

|              |           |                                               |
| Zellweger 8’ | Marcatori | 11’ Tskitishvili 37’ Sellimi 75’ But 82’ Kehl |

## Statistiche

### Statistiche di squadra
| Competizione     | Punti | In casa | In casa | In casa | In casa | In casa | In casa | In trasferta | In trasferta | In trasferta | In trasferta | In trasferta | In trasferta | Totale | Totale | Totale | Totale | Totale | Totale | DR  |
| Competizione     | Punti | G       | V       | N       | P       | Gf      | Gs      | G            | V            | N            | P            | Gf           | Gs           | G      | V      | N      | P      | Gf     | Gs     | DR  |
| ---------------- | ----- | ------- | ------- | ------- | ------- | ------- | ------- | ------------ | ------------ | ------------ | ------------ | ------------ | ------------ | ------ | ------ | ------ | ------ | ------ | ------ | --- |
| Lega Nazionale A | 35    | 11      | 5       | 5       | 1       | 24      | 13      | 11           | 4            | 3            | 4            | 14           | 19           | 22     | 9      | 8      | 5      | 38     | 32     | +6  |
| Play-off         | -     | 7       | 2       | 2       | 3       | 9       | 11      | 7            | 2            | 2            | 3            | 9            | 9            | 14     | 4      | 4      | 6      | 18     | 20     | -2  |
| Coppa UEFA       | -     | 3       | 1       | 0       | 2       | 5       | 8       | 3            | 2            | 1            | 0            | 4            | 1            | 6      | 3      | 1      | 2      | 9      | 9      | 0   |
| Totale           | 35    | 23      | 9       | 8       | 6       | 44      | 34      | 23           | 9            | 6            | 8            | 33           | 30           | 46     | 18     | 14     | 14     | 77     | 64     | +13 |

### Andamento in campionato
| Giornata  | 1 | 2 | 3 | 4 | 5  | 6  | 7  | 8  | 9  | 10 | 11 | 12 | 13 | 14 | 15 | 16 | 17 | 18 | 19 | 20 | 21 | 22 |
| --------- | - | - | - | - | -- | -- | -- | -- | -- | -- | -- | -- | -- | -- | -- | -- | -- | -- | -- | -- | -- | -- |
| Luogo     | C | T | C | T | C  | T  | C  | T  | C  | T  | C  | T  | C  | T  | C  | T  | C  | T  | C  | T  | C  | T  |
| Risultato | V | P | N | P | N  | P  | P  | V  | V  | V  | V  | N  | V  | N  | V  | V  | N  | N  | N  | V  | N  | P  |
| Posizione | 2 | 5 | 6 | 9 | 10 | 10 | 10 | 10 | 10 | 8  | 6  | 6  | 4  | 6  | 3  | 2  | 3  | 3  | 4  | 2  | 2  | 4  |

Legenda:

Luogo: C = Casa; T = Trasferta. Risultato: V = Vittoria; N = Pareggio; P = Sconfitta.

### Statistiche dei giocatori
| Giocatore        | Lega Nazionale A | Lega Nazionale A | Lega Nazionale A | Lega Nazionale A | Coppa UEFA | Coppa UEFA | Coppa UEFA  | Coppa UEFA | Totale   | Totale | Totale      | Totale     |
| Giocatore        | Presenze         | Reti             | Ammonizioni      | Espulsioni       | Presenze   | Reti       | Ammonizioni | Espulsioni | Presenze | Reti   | Ammonizioni | Espulsioni |
| ---------------- | ---------------- | ---------------- | ---------------- | ---------------- | ---------- | ---------- | ----------- | ---------- | -------- | ------ | ----------- | ---------- |
| F. Agosti        | 2                | 0                | 0                | 0                | 0          | 0          | 0           | 0          | 2        | 0      | 0           | 0          |
| G. Alves         | 16               | 2                | 5                | 0                | 6          | 2          | 0           | 0          | 22       | 4      | 5           | 0          |
| J. Berger        | 6                | 0                | 0                | 0                | 1          | 0          | 0           | 0          | 7        | 0      | 0           | 0          |
| R. Bieli         | 16               | 0                | 0                | 0                | 2          | 0          | 1           | 0          | 18       | 0      | 1           | 0          |
| O. Boumelaha     | 1                | 0                | 0                | 0                | 0          | 0          | 0           | 0          | 1        | 0      | 0           | 0          |
| C. Chaile        | 10               | 1                | 1                | 2                | 2          | 0          | 0           | 0          | 12       | 1      | 1           | 2          |
| S. Colacino      | 13               | 1                | 0                | 0                | 4          | 0          | 0           | 0          | 17       | 1      | 0           | 0          |
| I. Dal Santo     | 20               | 2                | 4                | 1                | 6          | 1          | 1           | 0          | 26       | 3      | 5           | 1          |
| F. Di Jorio      | 12               | 2                | 0                | 0                | 4          | 0          | 0           | 0          | 16       | 2      | 0           | 0          |
| H. Ekubo         | 0                | 0                | 0                | 0                | 0          | 0          | 0           | 0          | 0        | 0      | 0           | 0          |
| I. Gane          | 18               | 9                | 2                | 2                | 6          | 2          | 1           | 0          | 24       | 11     | 3           | 2          |
| D. Imhof         | 3                | 0                | 1                | 0                | 0          | 0          | 0           | 0          | 3        | 0      | 1           | 0          |
| J. Jairo         | 16               | 3                | 2                | 0                | 3          | 0          | 0           | 0          | 19       | 3      | 2           | 0          |
| J. Jefferson     | 19               | 7                | 3                | 0                | 5          | 1          | 0           | 0          | 24       | 8      | 3           | 0          |
| P. Jenny         | 18               | 1                | 3                | 0                | 4          | 0          | 0           | 0          | 22       | 1      | 3           | 0          |
| T. Mokoena       | 12               | 1                | 4                | 0                | 4          | 2          | 0           | 0          | 16       | 3      | 4           | 0          |
| S. Müller        | 19               | 3                | 4                | 0                | 5          | 0          | 0           | 0          | 24       | 3      | 4           | 0          |
| J. Nixon         | 0                | 0                | 0                | 0                | 1          | 0          | 0           | 0          | 1        | 0      | 0           | 0          |
| S. Oberli        | 15               | 0                | 2                | 0                | 5          | 0          | 0           | 0          | 20       | 0      | 2           | 0          |
| D. Räss          | 0                | 0                | 0                | 0                | 0          | 0          | 0           | 0          | 0        | 0      | 0           | 0          |
| D. Sereinig      | 2                | 0                | 0                | 0                | 0          | 0          | 0           | 0          | 2        | 0      | 0           | 0          |
| I. Stefanović    | 6                | 0                | 1                | 1                | 2          | 0          | 0           | 0          | 8        | 0      | 1           | 1          |
| J. Stiel         | 3                | 0                | 0                | 0                | 0          | 0          | 0           | 0          | 3        | 0      | 0           | 0          |
| O. Stöckli       | 17               | 0                | 1                | 0                | 6          | 0          | 0           | 0          | 23       | 0      | 1           | 0          |
| A. Tachie-Mensah | 7                | 1                | 0                | 0                | 0          | 0          | 0           | 0          | 7        | 1      | 0           | 0          |
| O. Tato          | 2                | 0                | 0                | 0                | 0          | 0          | 0           | 0          | 2        | 0      | 0           | 0          |
| M. Walker        | 4                | 0                | 0                | 0                | 0          | 0          | 0           | 0          | 4        | 0      | 0           | 0          |
| P. Winkler       | 15               | 0                | 2                | 1                | 6          | 0          | 0           | 0          | 21       | 0      | 2           | 1          |
| R. Zanni         | 20               | 1                | 4                | 0                | 6          | 0          | 1           | 0          | 26       | 1      | 5           | 0          |
| M. Zellweger     | 18               | 0                | 4                | 0                | 6          | 1          | 1           | 0          | 24       | 1      | 5           | 0          |